# Maindroniidae
Los maindroníidos (Maindroniidae) son una muy pequeña familia de insectos basales pertenecientes al orden Zygentoma. Contiene un único género, Maindronia, y unas pocas especies.
Estos particulares insectos son estrictamente costeros, encontrándose a lo largo de la árida línea costera de Perú y Chile entre macroalgas.